# 28168 Evanolin
28168 Evanolin è un asteroide della fascia principale. Scoperto nel 1998, presenta un'orbita caratterizzata da un semiasse maggiore pari a 2,3298760 UA e da un'eccentricità di 0,0235572, inclinata di 3,32907° rispetto all'eclittica.